# Screen Gems
Screen Gems är ett amerikanskt filmbolag. Det är ett dotterbolag till Sony Pictures Entertainment som för närvarande fokuserar på genrefilmer som skräck.
Bolaget grundades 1921 och ägnade sig ursprungligen åt animerad film. Namnet anspelar på en tidig slogan för filmbolaget Columbia Pictures, Gems of the Screen ("biodukens ädelstenar"). Screen Gems blev med tiden ett dotterbolag till Columbia, som senare köptes upp av Sony.